# Nicrophorus japonicus
Nicrophorus japonicus (лат.) — вид жуков-мертвоедов из подсемейства могильщиков.

## Описание
Длина тела 17-28,5 мм. Булава усиков крупная, двухцветная — основной членик чёрный, а вершинные членики оранжево-красные. Переднеспинка в форме символа сердца. Ее передний край около наружных углов у недавно вышедших из куколки жуков покрыт короткими жёлтыми волосками. Надкрылья чёрного цвета с двумя красными перевязями. Плечи надкрылий и задняя часть бокового края покрыты жёлтыми волосками. Эпиплевры целиком оранжевого цвета. Заднегрудь в своей середине покрыта короткими жёлтыми волосками. По боковому краю и на вершине заднегруди волоски длиннее. Задние края брюшных сегментов также покрыты желтыми волосками. Вертлуги задних ног с длинным зубцом. Голени задних ног сильно изогнуты во внутрь.

## Ареал
Россия (Приморье), Монголия, Восточный Китай (на юг до острова Тайвань), Корейский полуостров, Япония.

## Биология
Является некрофагом: питается падалью как на стадии имаго, так и на личиночной стадии. Жуки закапывают трупы мелких животных в почву и проявляют развитую заботу о потомстве — личинках, подготавливая для них питательный субстрат. Из отложенных яиц выходят личинки с 6 малоразвитыми ногами и группами из 6 глазков с каждой стороны. Интересной особенностью могильщиков является забота о потомстве: хотя личинки способны питаться самостоятельно, родители растворяют пищеварительными ферментами ткани трупа, готовя для них питательный «бульон».